# Mo Howard
Maurice "Mo" Howard (Filadelfia, Pensilvania, 25 de agosto de 1954) es un exjugador de baloncesto estadounidense que jugó una temporada en la NBA, además de hacerlo en la CBA. Con 1,88 metros de estatura, lo hacía en la posición de escolta.

## Trayectoria deportiva

### Universidad
Jugó durante cuatro temporadas con los Terrapins de la Universidad de Maryland, en las que promedió 10,4 puntos, 2,3 rebotes y 2,0 asistencias por partido. Fue durante dos temporadas el mejor del equipo en porcentaje de tiros de campo, siendo elegido en 1975 en el mejor quinteto de la Atlantic Coast Conference.

### Profesional
Fue elegido en la trigésimo segunda posición del Draft de la NBA de 1976 por Cleveland Cavaliers, donde sólo fue alineado por su entrenador, Bill Fitch en nueve partidos, poco más de 3 minutos en cada uno de ellos, para promediar 2,3 puntos por noche.
En el mes de diciembre fue despedido, jugando en los Jersey Shore Bullets de la CBA hasta que fue llamado por los New Orleans Jazz, con los que firmó como agente libre, En los Jazz tuvo alguna oportunidad más de juego, apareciendo casi 14 minutos por encuentro, en los que promedió 5,7 puntos y 1,6 asistencias.
Tras ser despedido al término de la temporada, probó fortuna en Atlanta Hawks, pero fue despedido antes de llegar a jugar ni un minuto con ellos. Acabó su carrera profesional jugando en los Richmond Virginians.

## Estadísticas de su carrera en la NBA

### Temporada regular
| Temporada | Edad | Equipo              | Liga | P  | TIT | MIN  | TC  | TCA | %TC  | 3P | 3PA | %3P | TL  | TLA | %TL  | R.OF. | R.DEF. | REB | ASIS | ROB | TAP | PER | FP  | PTS |
| 1976-77   | 22   | TOTAL               | NBA  | 32 |     | 10.8 | 2.0 | 4.1 | .485 |    |     |     | 0.8 | 1.1 | .686 | 0.5   | 0.7    | 1.2 | 1.3  | 0.5 | 0.3 |     | 1.6 | 4.8 |
| 1976-77   | 22   | Cleveland Cavaliers | NBA  | 9  |     | 3.1  | 0.9 | 1.7 | .533 |    |     |     | 0.6 | 0.7 | .833 | 0.2   | 0.3    | 0.6 | 0.6  | 0.1 | 0.2 |     | 0.8 | 2.3 |
| 1976-77   | 22   | New Orleans Jazz    | NBA  | 23 |     | 13.8 | 2.4 | 5.1 | .479 |    |     |     | 0.8 | 1.3 | .655 | 0.7   | 0.8    | 1.5 | 1.6  | 0.7 | 0.3 |     | 1.9 | 5.7 |
| Total     |      |                     | NBA  | 32 |     | 10.8 | 2.0 | 4.1 | .485 |    |     |     | 0.8 | 1.1 | .686 | 0.5   | 0.7    | 1.2 | 1.3  | 0.5 | 0.3 |     | 1.6 | 4.8 |